# Searles Valley
Searles Valley es un lugar designado por el censo ubicado en el condado de San Bernardino en el estado estadounidense de California. En el año 2000 tenía una población de 1,885 habitantes y una densidad poblacional de 61.9 personas por km². Searley Valley se encuentra al suroeste del Valle de la Muerte y a 170 millas al noreste de Los Ángeles.

## Geografía
Searles Valley se encuentra ubicado en las coordenadas 35°45′55″N 117°22′58″O / 35.765181, -117.382803. Según la Oficina del Censo, la ciudad tiene un área total de 30,4 km² (11,7 mi²), de la cual 30,4 km² (11,7 mi²) es tierra y 0 km² (0 mi²) 0% es agua.

### Localidades adyacentes
El siguiente diagrama muestra a las localidades en un radio de 48 kilómetros (29,8 mi) de Searles Valley.

## Demografía
Según datos de la Oficina del Censo en 2000 los ingresos medios por hogar en la localidad eran de $35,833, y los ingresos medios por familia eran $37,143. Los hombres tenían unos ingresos medios de $44,397 frente a los $35,625 para las mujeres. La renta per cápita para la localidad era de $16,861. Alrededor del 21.4% de la población estaban por debajo del umbral de pobreza.